# Nash Carter
Zachary Green (sinh ngày 29 tháng 4 năm 1994) là một đô vật chuyên nghiệp và cựu võ sĩ tổng hợp người Mỹ. Anh hiện đang ký hợp đồng với WWE và biểu diễn trên thương hiệu NXT với tên võ đài là Nash Carter. Anh cũng đang giữ đai NXT Tag Team Championship cùng với Wes Lee trong lần giành đai đầu tiên của họ.
Anh còn được nhiều người biết đến trong khoảng thời gian thi đấu cho Impact Wrestling với tên Zachary Green (hay đơn giản là Wentz). Anh trở nên nổi tiếng khi là thành viên của nhóm The Rascalz cùng với Dezmond Xavier và Trey Miguel. Anh cũng thi đấu cho các chương trình đấu vật quảng bá độc lập, chủ yếu cho Pro Wrestling Guerrilla, nơi anh từng giữ đai PWG World Tag Team Champions cùng với Xavier.

## Sự nghiệp đấu vật chuyên nghiệp

### WWE (2020–nay)
Vào ngày 2 tháng 12 năm 2020, Green ký hợp đồng với WWE và được huấn luyện tại WWE Performance Center. Vào ngày 13 tháng 1 năm 2021 trên NXT, Wentz thay đổi tên thi đấu là Nash Carter, hợp tác với Dezmond Xavier (lúc này lấu tên võ đài là Wes Lee), họ cùng ra mắt là thành viên đội MSK. Carter và Lee ra mắt và tham gia giải đấu Classic Dusty Rhodes Tag Team, và họ đã giành chiến thắng.

## Cuộc sống cá nhân
Green có mối quan hệ với đô vật Kimber Lee vào năm 2018. Cặp đôi đính hôn vào tháng 8 năm 2019 và kết hôn vào tháng 5 năm 2020.

## Chức vô địch và danh hiệu
- All American Wrestling
  - AAW Tag Team Championship (1 lần) – với Dezmond Xavier[12]
- Combat Zone Wrestling
  - CZW World Tag Team Championship (2 lần) – với Dezmond Xavier[13]
  - CZW Wired Championship (1 lần)[14]
- Pro Wrestling Guerrilla
  - PWG World Tag Team Championship (1 lần) – with Dezmond Xavier[15]
- Revolution Pro Wrestling
  - SWE Tag Team Championship (1 lần) – với Dezmond Xavier[16]
- Rockstar Pro Wrestling
  - American Luchacore Championship (2 lần)[17]
  - Rockstar Pro Championship (1 lần)[18]
  - Rockstar Pro Trios Championship (1 lần)[19] – with Clayton Jackson and Myron Reed
- The Wrestling Revolver
  - PWR Tag Team Championship (1 lần) – với Dezmond Xavier[20]
  - One Night Tag Team Tournament (2018) – với Dezmond Xavier[21]
- Pro Wrestling Illustrated
  - Xếp thứ 389 trong số 500 đô vật hàng đầu trong  PWI 500 (vào năm 2019) – Trey Miguel[22]
- WWE
  - NXT Tag Team Championship (1 lần, nay) - với Wes Lee[23]
  - Men's Dusty Rhodes Tag Team Classic (2021) – with Wes Lee[24]
- Xtreme Intense Championship Wrestling
  - XICW Tag Team Championship (1 lần) –với Aaron Williams, Dave Crist, Kyle Maverick, Trey Miguel, and Dezmond Xavier[25]